# Hilton (Kumbria)
Hilton – wieś w Anglii, w Kumbrii. Leży 49 km na południowy wschód od miasta Carlisle i 374 km na północny zachód od Londynu.